# Neoneura lucas
Neoneura lucas är en trollsländeart som beskrevs av Machado 2002. Neoneura lucas ingår i släktet Neoneura och familjen Protoneuridae. IUCN kategoriserar arten globalt som otillräckligt studerad. Inga underarter finns listade i Catalogue of Life.